# Talışbergen
Talışbergen är en bergskedja i Azerbajdzjan. Den ligger i den södra delen av landet, 230 km sydväst om huvudstaden Baku.